# Куликово поле

Реставрированный план Куликовской битвы к «Историческому обозрению Тульской губернии» И. Ф. Афремова

Кулико́во по́ле — урочище на водоразделах Окско-Донского междуречья, представляющее собой протяжённый географический объект со степной растительностью, на участке которого находится место битвы 8 сентября 1380 года между соединёнными силами русских князей под предводительством великого князя московского Дмитрия Ивановича и войском золотоордынского темника беклярбека Мамая, окончившейся поражением в этой битве стороны татаро-монгольского войска. Площадь места непосредственного боевого столкновения по новейшим реконструкциям около 2—3 км².

## Проблема определения места битвы
Место исторического сражения, начиная с конца XVIII — начала XIX века, было традиционно локализовано местом слияния Непрядвы и Дона возле села Монастырщино (Кимовский район Тульской области).
В последние годы на основе комплексного изучения письменных источников (памятников Куликовского цикла), их нового прочтения в связи с исторической географией появились научные данные, позволяющие пересмотреть канонический подход (работы профессора С. Н. Азбелева и других исследователей) и отнести летописный ориентир легендарного Мамаева побоища «на Дону, на усть Непрядвы реки» к её истоку из Волова озера (Воловский район Тульской области).

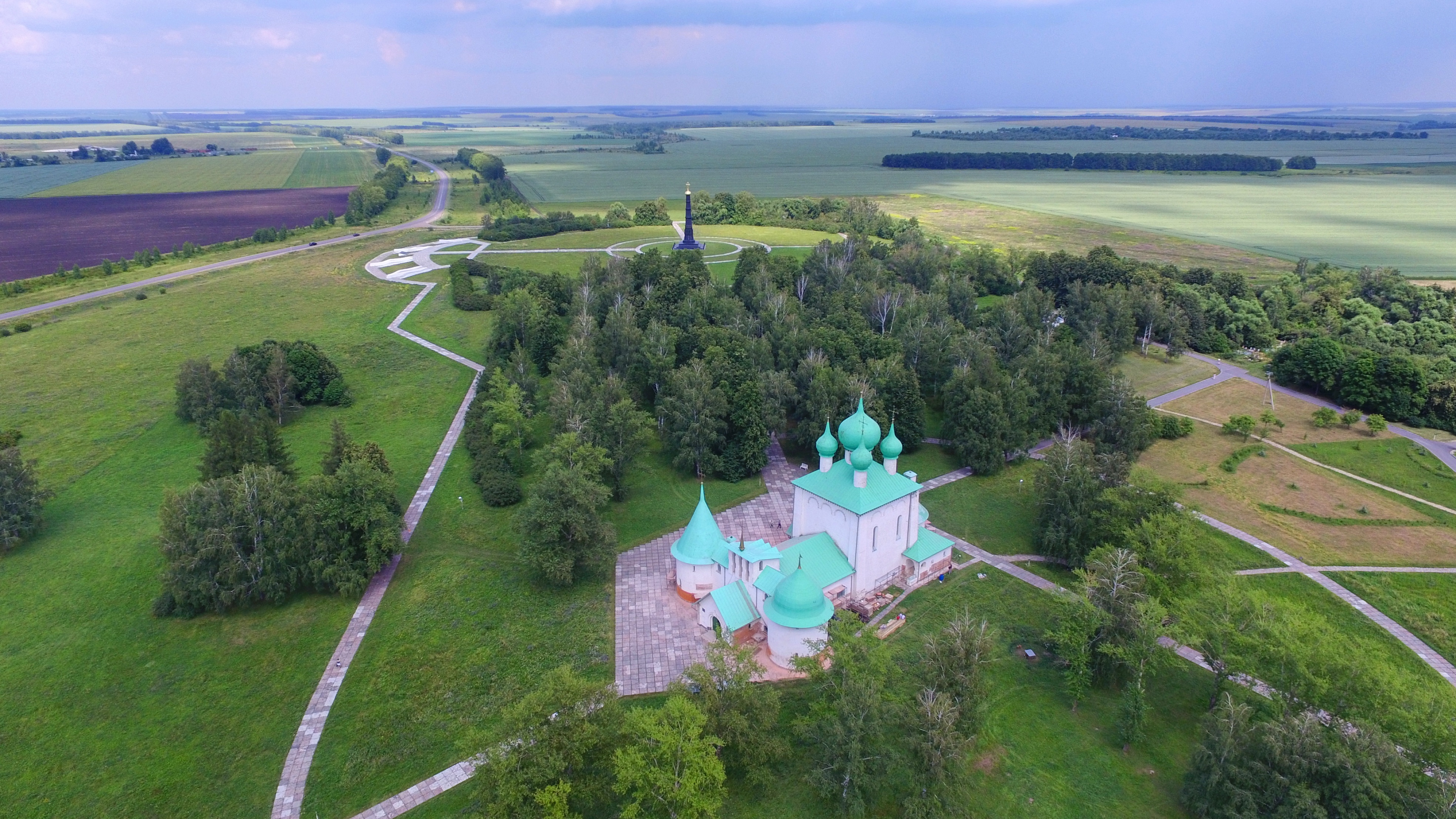
Куликово поле

Отсутствие значимых находок боевого снаряжения на поле боя историки и археологи объясняют тем, что в средние века эти вещи были весьма дорогими, поэтому после сражения все предметы были тщательно собраны. Подобное объяснение появилось в научно-популярных публикациях в середине 1980-х годов, когда в течение нескольких полевых сезонов, начиная с юбилейного 1980 года, на каноническом месте не было сделано большого количества находок, связанных с великой битвой, и этому срочно требовалось объяснение.
В начале 2000-х годов гипотетическая схема Куликовской битвы, впервые составленная и опубликованная И. Ф. Афремовым в середине XIX века, и после этого ставшая официальной на 150 лет, была перерисована. Вместо картины эпических масштабов с длиной фронта построения в 7—10 вёрст, практически с южной ориентацией русского войска, когда полуденное солнце должно было светить в глаза воинам, была локализована относительно небольшая лесная поляна, зажатая между отвершков оврагов. Длина её составила около 2 километров при ширине в несколько сотен метров.
Использование для сплошного обследования этой площади современных электронных металлодетекторов позволило за каждый полевой сезон собирать представительные коллекции из сотен и тысяч бесформенных металлических обломков и осколков. В советское время на этом поле велись сельскохозяйственные работы, в качестве удобрения применялась разрушающая металл аммиачная селитра. Тем не менее, археологическим экспедициям удаётся делать представляющие исторический интерес находки: втулку, основание копья, кольчужное колечко, обломок топора, части оторочки рукава или подола кольчуги, сделанные из латуни; панцирная пластина (?) (по классификации, разработанной Тодерманом на основании уникальной коллекции из 24 комплектных пластинчатых доспехов из Висбю, аналогов не имеет), которая крепилась на основе из кожаного ремешка.

## Историческая география
Кроме упоминания в памятниках «Куликовского цикла», Куликово поле хорошо известно из русских летописей и документов XVI—XVII веков, из которых самым известным и неоднократно издававшимся, начиная с последней четверти XVIII века, является сохранившаяся в нескольких списках Книга Большому Чертежу (КБЧ).
Последнее научное издание этого уникального по своей информативности рукописного памятника, учитывающее все известные на тот момент разночтения, было осуществлено при непосредственном участии К. Н. Сербиной в издательстве Академии наук СССР в 1950 году. Различные списки КБЧ в ходе делопроизводительной деятельности XVII века в московском Разрядном приказе и в воеводских канцеляриях на местах неоднократно дополнялись и уточнялись, в результате чего в их совокупности имеется очень подробная характеристика Куликова поля.
По этим описаниям Куликово поле представляло собой естественную северную границу огромного неосвоенного Дикого поля в виде протяжённой гряды возвышенностей в пределах Окско-Донского междуречья со степным характером растительности на холмах, и лесостепным — в низинах. Главный водораздел между бассейнами Оки и Дона — Окско-Донской водораздел протянулся цепью возвышенностей (так называемые Алаунские высоты) от границ с Орловской областью до границ с Рязанской. Он разделён на несколько междуречных плато, каждое из которых имеет своё название: Раевское, Горбачёвское и Воловское плато.
С этого водораздела берут начало многие реки со своими притоками — Красивая Меча, Непрядва, Упа, Плова (Плава), Солова, Зуша, Чернь, Иста, Снежедь и другие. В центре, на Воловском плато, находится Волово озеро (карстового происхождения), а с севера на юг эту территорию пересекает Муравский шлях.
В настоящее время Куликово поле территориально относится к Кимовскому, Куркинскому и Богородицкому районам Тульской области.

## Мемориализация Куликова поля

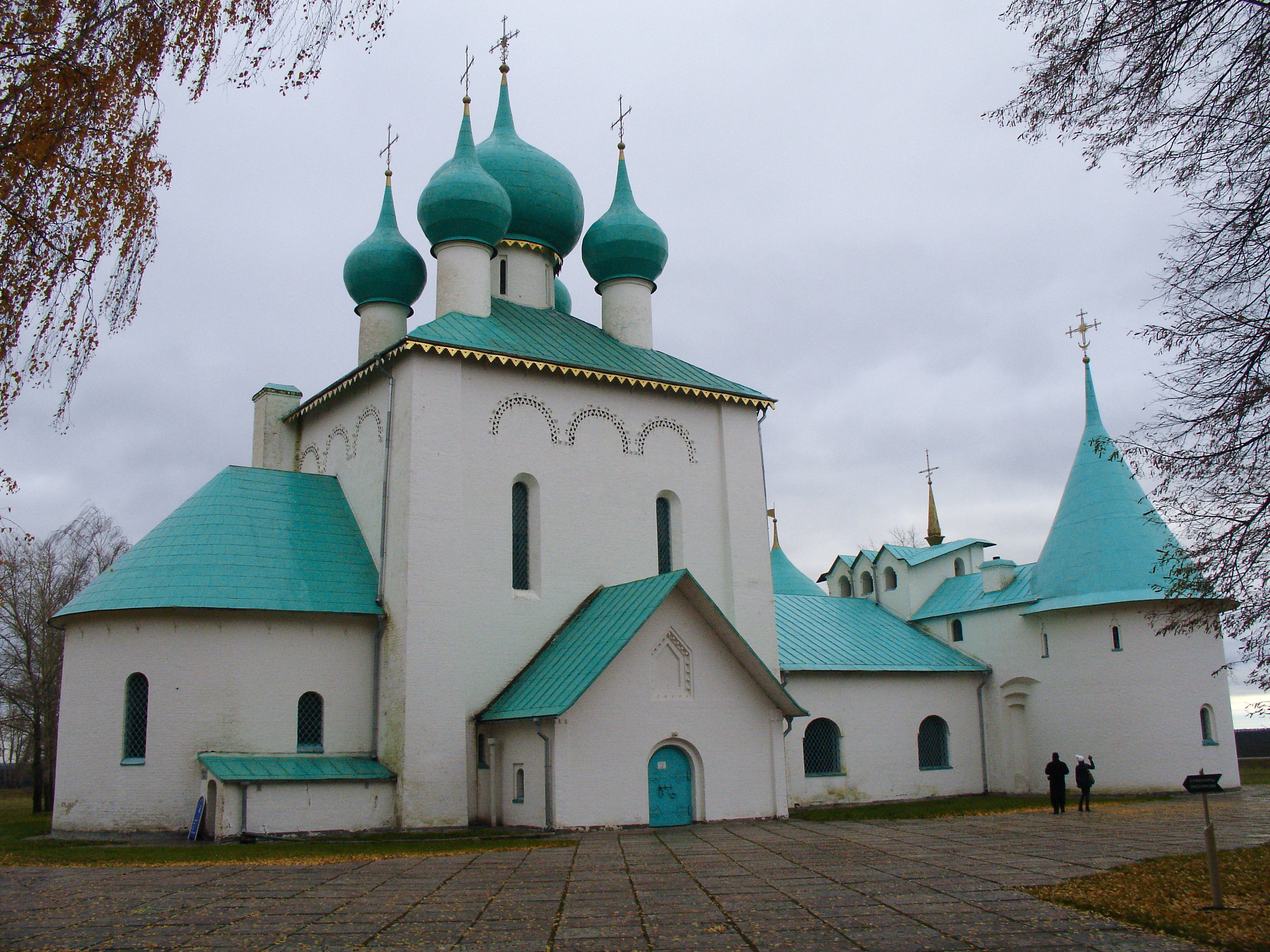
Храм Сергия Радонежского на Куликовом поле.

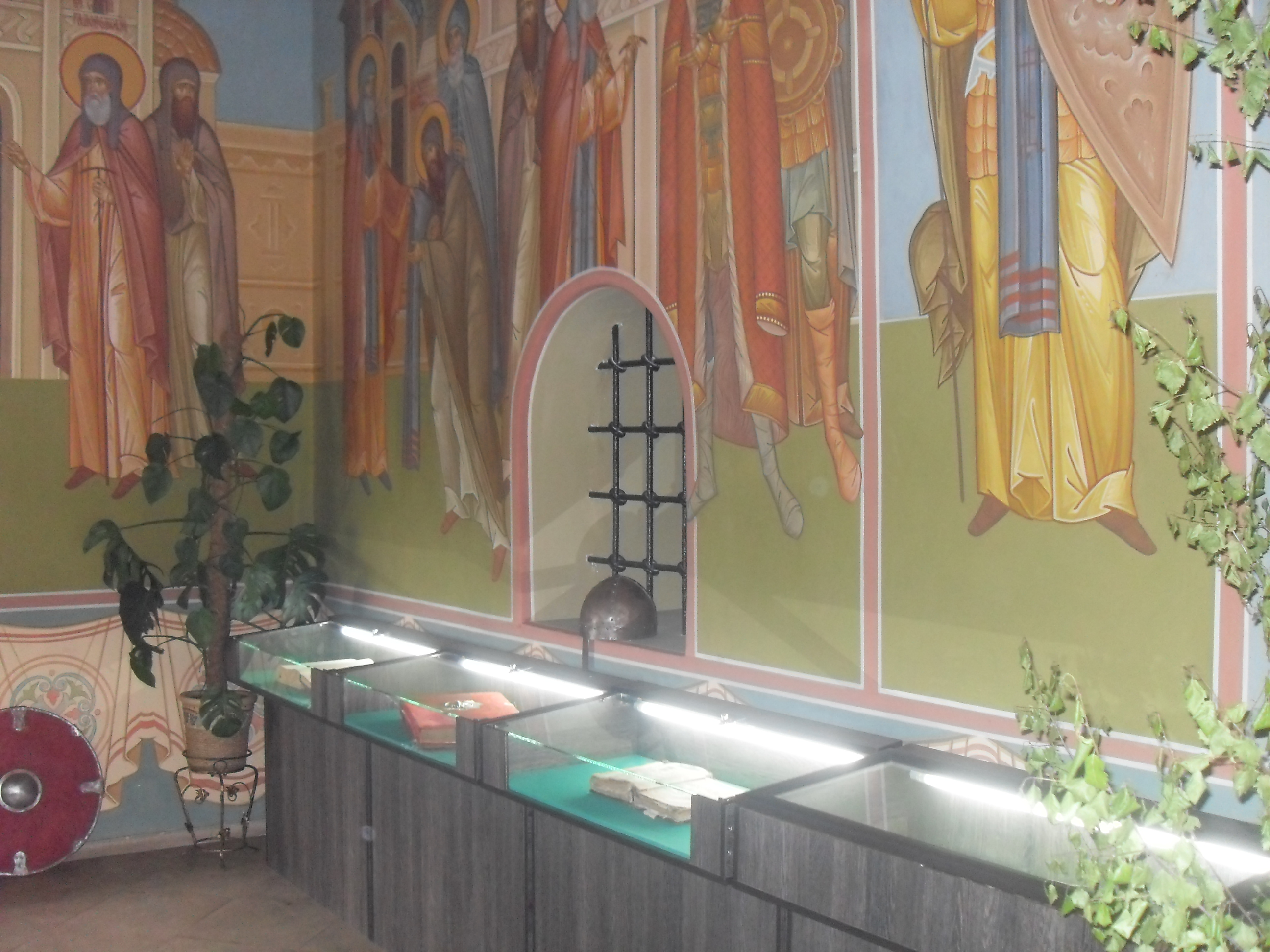
Музейная экспозиция в Храм-памятнике Сергия Радонежского на Куликовом поле

Обширность Куликова поля всегда вызывала серьёзные затруднения в точной научной локализации конкретного места исторической битвы. Эпические масштабы гипотетических реконструкций XIX века с шириной фронта построения полков в 7—10 вёрст, навеянные реалиями относительно недавнего Бородинского сражения, в действительности не имели никакой научной основы. Современные археологи и исследователи пришли к выводу о незначительной площади непосредственного боевого столкновения, не превышающей 1,5—2 км².
Из летописных источников известно, что сражение происходило «на Дону усть Непрядвы». Место сражения находилось между Доном и Непрядвой, то есть между правобережьем Дона и правобережьем Непрядвы. Поскольку накануне празднования 600-летия битвы в 1980 году не удалось найти материальных свидетельств этого события на традиционном месте (на правом берегу Непрядвы), в начале 1980-х годов историк В. А. Кучкин и геохимик К. П. Флоренский предложили свою версию локализации места битвы на левом берегу Непрядвы, принципиально отличающуюся от устоявшихся канонических взглядов начала XIX века. Эта новая трактовка показала полное отсутствие научного обоснования традиционной версии, тиражируемой лишь в силу исторической инерции.
Лишь в последующие годы при помощи методов палеогеографии учёные установили, что вблизи Дона «на левом берегу Непрядвы в то время находился сплошной лес». Похожая ситуация выявилась и на правом берегу, где свободные от леса пространства представляли собой узкие поляны, не превышающие в длину 2—3 километра. Массовые перемещения конницы в таких условиях были бы невозможны. Это породило противоречие между имеющимися источниками и сложившимися взглядами на проблему.
Согласно одному из поздних книжных преданий XIX века, не имеющему никакого документального подтверждения, император Пётр I, посещая строительство шлюзов на Иван-Озере, Дону и Шате во время сооружения Ивановского канала осмотрел место Куликовской битвы и приказал заклеймить оставшиеся дубы так называемой «Зелёной Дубравы», чтобы их не рубили.
Первым исследователем своего участка Куликова поля стал Степан Дмитриевич Нечаев. Он целенаправленно покупал у тульских старьёвщиков и антикваров старинные предметы вооружения и личного христианского благочестия, которые представлял найденными на предполагаемом месте битвы. На основе своей коллекции он создал экспозицию из двух залов, в которых разместил по стенам кольчуги, сабли, бердыши, наконечники копий и кремнёвые пистолеты различных времён.
Он предпринял также натурные исследования предполагаемого места сражения и попытался увязать ход битвы с реальной местностью, предложив считать местом ставки Мамая во время битвы самый большой и красивый холм на своей земле, в середине XIX века получившего наименование Красного. «Красными холмами» историки и краеведы Тульской губернии называли предполагаемые места древних языческих капищ — холмы с лежащими на вершинах крупными каменными известняковыми блоками.
По инициативе отца и сына Нечаевых тульский губернатор В. Ф. Васильев в 1820 году выступил с ходатайством перед императором Александром I о создании памятника Дмитрию Донскому на Куликовом поле.
В 1836 году Николай I утвердил эскиз чугунного обелиска Александра Брюллова. 8 сентября 1850 года памятник был торжественно открыт в присутствии губернатора, представителей дворянства, духовенства и множества крестьян.
При большом стечении народа 8 сентября 1880 года в день 500-летия битвы рядом с памятником Дмитрию Донскому на Куликовом поле после панихиды состоялся военный парад с артиллерийским салютом.
К началу XX века среди тульского духовенства возникает мысль о постройке храма Сергия Радонежского на Куликовом поле. Создание проекта храма было поручено архитектору Алексею Щусеву, завершившему работу в 1911 году. Храм строился четыре года (1913—1917 гг.). Окончанию строительства помешали события октября 1917 года и гражданская война. Храм был закрыт и постепенно пришёл в упадок. Во время гражданской и особенно Великой Отечественной войн Памятник-колонна Дмитрию Донскому получила значительные повреждения.
В середине 1960-х годов по инициативе местных краеведов у мемориального комплекса на Красном холме стали проводиться экскурсии, а затем создан филиал Тульского областного краеведческого музея (ТОКМ). В конце 1960-х годов были начаты работы по реставрации памятников и благоустройству территории. Огромный объём восстановительных работ был выполнен после принятия Постановления Совета министров РСФСР «О подготовке празднования 600-летнего юбилея Куликовской битвы». По воспоминаниям Валентина Фалина, к тому времени на Куликовом поле царило запустение:

«Решаем с женой возложить на месте действий цветы в память о подвиге Дмитрия Донского и его дружины. Добрались на машине до Тулы. Спрашиваем постового милиционера, как проще доехать до Куликова поля. В ответ слышим: „А что это за поле такое?“ Одолели-таки ухабы и объезды. Перед глазами картина, не вдохновляющая — слава Богу, щусевские аллегорические сооружения не обрушились, несмотря на отсутствие должного ухода. Интересуемся, а что там за нелепые постройки вдали. Оказалось, свинарники. Право, за державу обидно. Пишу записку М. А. Суслову, заодно докладываю, во что превращена церковь Рождества Богородицы и как обстояло дело с захоронениями Пересвета и Осляби. На могилах двух монахов-героев, сражением которых с татарскими батырами открывалась Куликовская битва, завод „Динамо“ установил компрессоры. Скандал. Под напором Суслова кое-что было подправлено, хотя к юбилею прорехи залатать так и не поспели»
.
— С. Чапнин, Е. Стрельчик. «Можно отделить Церковь от государства, но нельзя отделить Церковь от народа» // Журнал Московской Патриархии. — М.: Издательство Московской Патриархии, 2013. — Июль (№ 7).
Такие же впечатления о посещении Куликова поля сложились у Александра Солженицына, которые он описал в автобиографическом рассказе «Захар-Калита» (1963 год).
Перед юбилеем была произведена реставрация храмов Сергия Радонежского на Красном холме и Рождества Богородицы в селе Монастырщина, памятника Дмитрию Донскому, закончены работы по благоустройству мемориала на Красном холме.
Постановлением Правительства РФ в 1996 году на Куликовом поле был создан Государственный военно-исторический и природный музей-заповедник «Куликово поле».
С 1997 года на Куликовом поле проходит ежегодный международный военно-исторический фестиваль «Поле Куликово» посвящённый годовщинам Куликовской битвы и амуниции времён Куликовской битвы, Отечественной войны 1812 года и Великой Отечественной войны.
В честь исторического места названа расположенная в 23 км к югу от него железнодорожная станция «Куликово Поле» Юго-Восточной железной дороги.